# Gianna Michaels
Gianna Michaels (Seattle, 6 de juny de 1983) és una actriu pornogràfica estatunidenca.
Michaels va ser finalista dels The FAME (Fans of Adult Mitjana and Entertainment) Award's en 2006, en la categoria Millors Pits.
- Guanyadora 2008 Premis AVN : Best Sex Scene in Foreign Shot Production.
- Guanyadora 2008 Premis AVN : estrella anònima de l'any.
- Guanyadora 2008 Premis AVN : Best All-Sex Release – G for Gianna.